# Liatris helleri
Liatris helleri là một loài thực vật có hoa trong họ Cúc. Loài này được Porter mô tả khoa học đầu tiên năm 1891.